# Pierre-Marie-Mondry Beaudouin
Pierre-Marie-Mondry Beaudouin (* 7. Januar 1852 in Cellettes; † 21. Februar 1928 in Toulouse) war ein französischer Gräzist sowie Neogräzist.
Von 1873 bis 1876 studierte er an der École normale supérieure in Paris. Im folgenden Jahr wurde er bis 1881 Mitglied in der École française d’Athènes. Ein Jahr verbrachte er davon in Rom. In den Archiven studierte er Dokumente aus der Zeit der venezianischen Herrschaft über Kreta und Zypern. In dieser Zeit bereiste er auch Syrien, Kilikien, Karpathos und den Peloponnes. 1883 wurde er mit Quid Coraïs de neohellenica lingua senserit und 1884 mit Étude du dialecte chypriote moderne et médiéval promoviert. Von 1880 bis 1884 unterrichtete er griechische Sprache und Literatur an der Universität Bordeaux, ab 1884 an der Universität Toulouse.